# Elementos do Grupo 8
O grupo 8 (8B), é o grupo conhecido como grupo do ferro, constituido dos seguintes elementos:
- Ferro (Fe)
- Rutênio (Ru)
- Ósmio (Os)
- Hássio (Hs)

Os metais
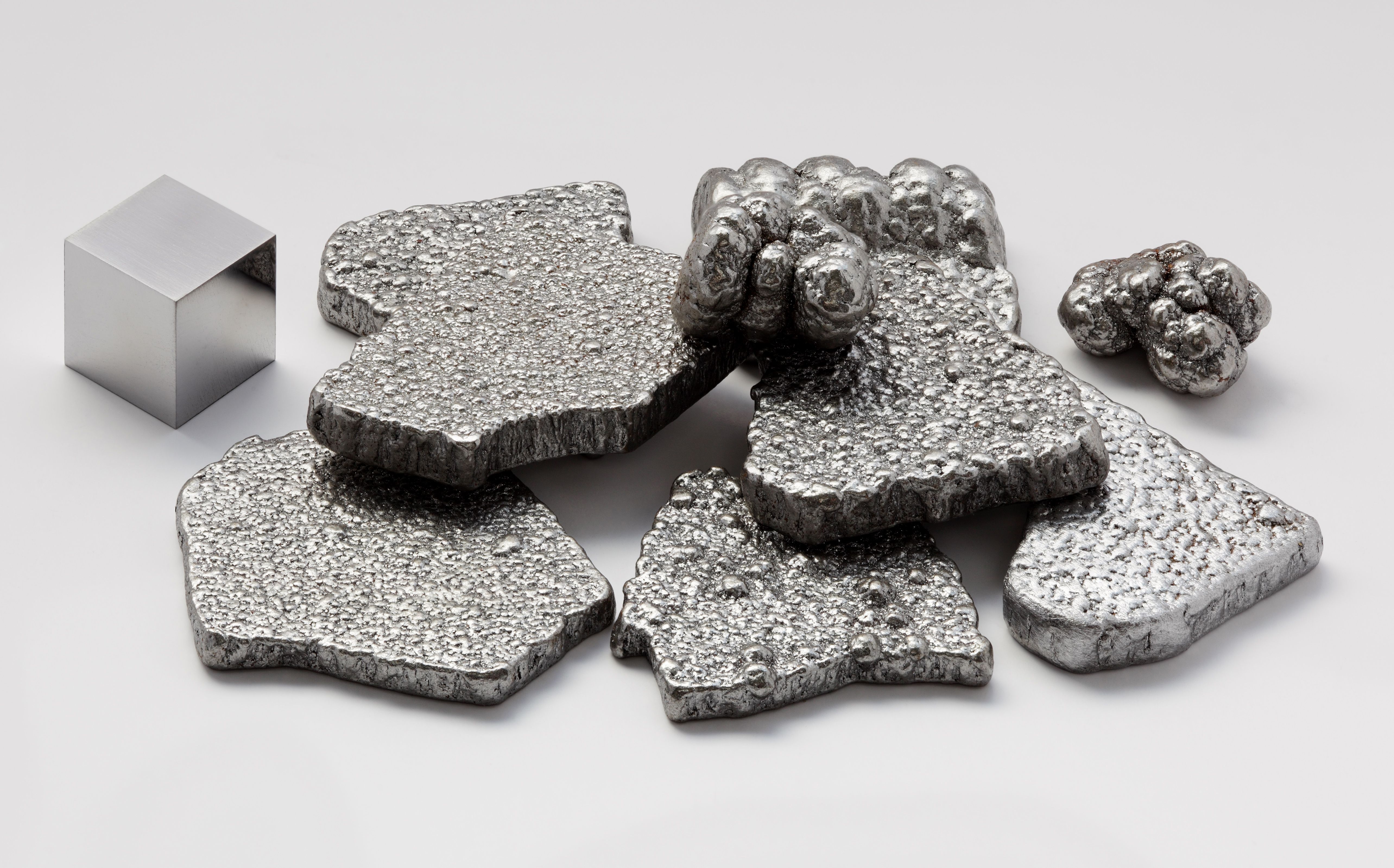
Ferro
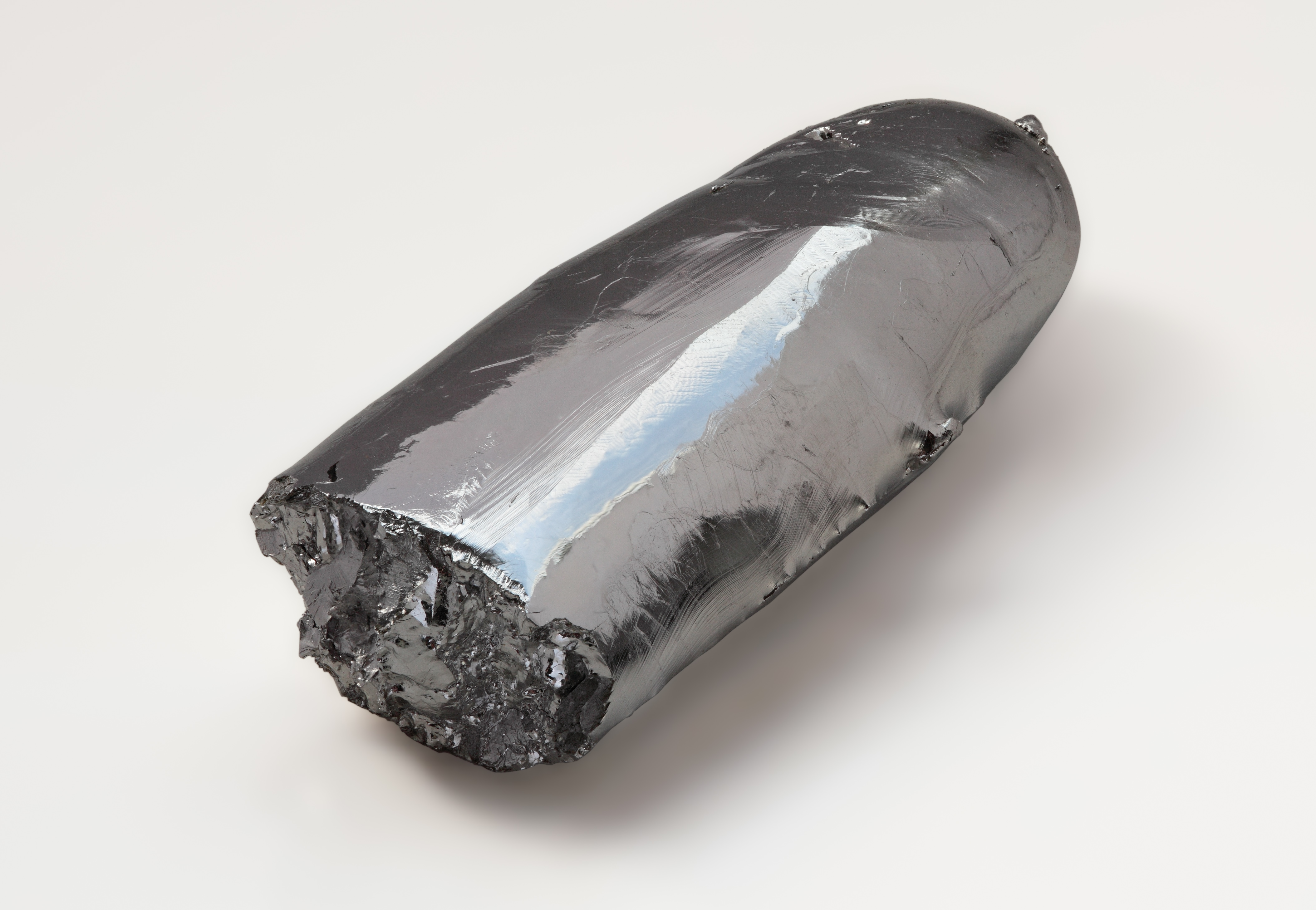
Rutênio
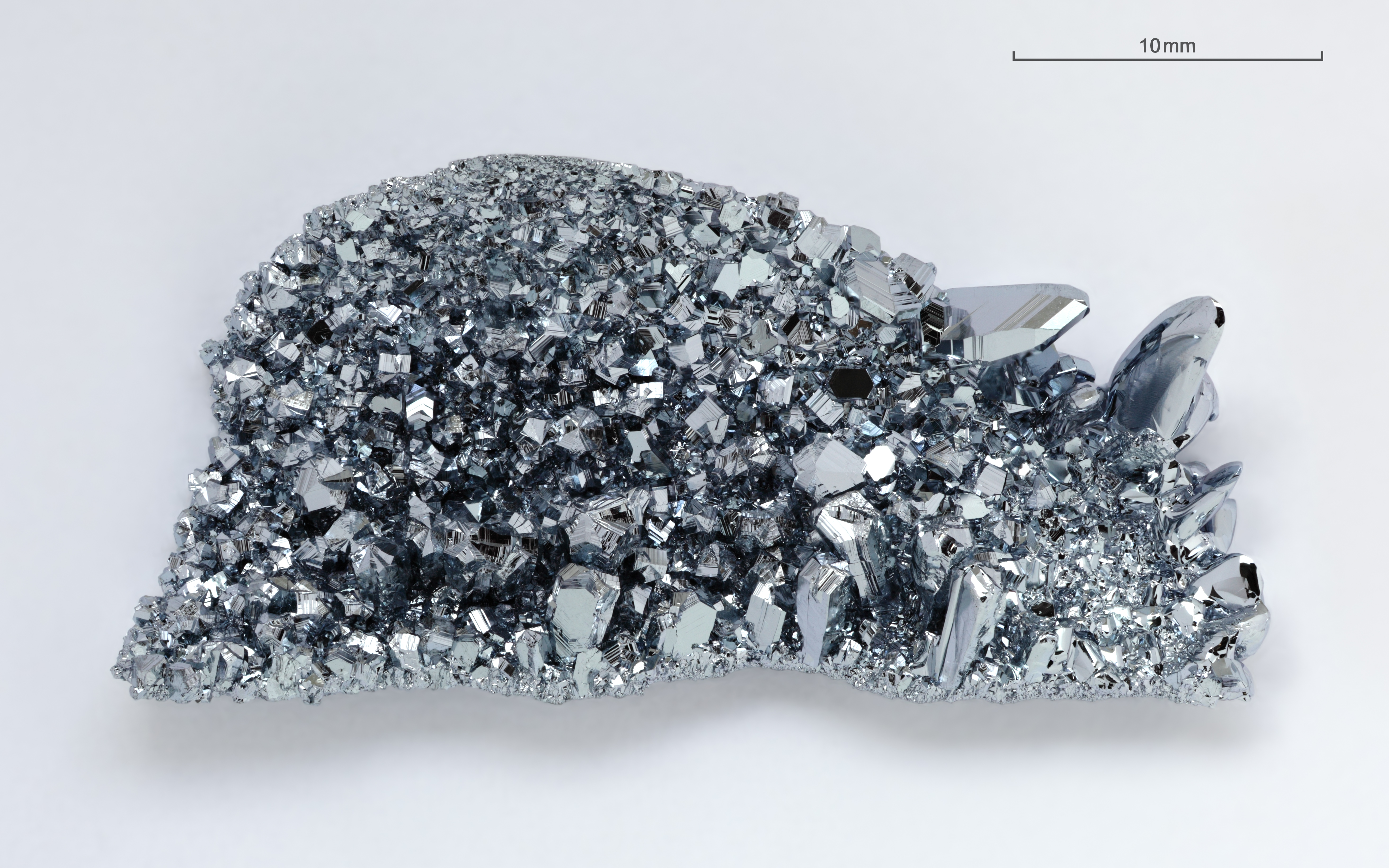
Ósmio